# اق کند (ماه‌نشان)
اق کند یک روستا در ایران است که در دهستان ماه‌نشان واقع شده‌است. اق کند ۵۸۰ نفر جمعیت دارد.